# WTA 125
Il WTA 125  è una serie di tornei internazionali professionistici femminili gestita dalla WTA. Fu creato nel 2012 per fornire la possibilità ai paesi emergenti non in grado di ospitare eventi con budget superiori di organizzare tornei femminili sotto l'egida della WTA con un minore impegno finanziario, nonché per dare l'opportunità di disputare più tornei e far guadagnare più punti in classifica a giocatrici emergenti con ranking WTA più bassi. In termini di punti WTA assegnati e di montepremi distribuiti, la categoria di questi tornei si pone a un livello intermedio tra quelle tradizionali del WTA Tour e quelle dell'ITF Women's World Tennis Tour.

## Storia
La nuova categoria fu annunciata nel maggio 2012 con il nome WTA Challenger Series – analogamente ai tornei tennistici dell'ATP Challenger Tour, il corrispondente secondo livello dei tornei organizzati dall'ATP – e prima della disputa dei tornei inaugurali fu ribattezzata WTA 125s. Il primo torneo fu il Taipei Ladies Open che si svolse dal 27 ottobre al 4 novembre 2012, la settimana successiva si tenne il Royal Indian Open, secondo e ultimo torneo WTA 125s della stagione. Entrambi offrivano 160 punti del ranking alla vincitrice e 125.000 dollari di montepremi, contro i 150 punti e i 100.000 dollari offerti dai tornei W100, la categoria più alta tra quelle del circuito ITF femminile.
Per la stagione 2013 la categoria assunse il nuovo nome WTA 125k, che mantenne fino al 2020. Alla fine del 2020 vi fu una riorganizzazione interna delle categorie della WTA per uniformare i nomi dei tornei di tennis ATP e WTA, questa categoria cambiò di nuovo il nome e assunse quello odierno di WTA 125 con i primi tornei della stagione 2021. A partire dal 2024 i punti assegnati per la vincitrice non sono più regolati sul valore del montepremi, usualmente più alto, ma con la categoria, per cui si avranno 125 punti per la vincitrice. I montepremi non subiranno variazioni significative, mentre è stato programmato un aumento del numero medio di tornei di categoria a circa 40 entro il 2027, con già nel 2024 un numero maggiore di tornei distribuito specialmente nelle seconde settimane di eventi bisettimanali maggiori (WTA 1000, e Grand Slam) per dare la possibilità alle atlete eliminate nella prima settimana di poter giocare nella settimana successiva.

## Montepremi
I tornei offrirono un montepremi totale di 125 000 dollari dal 2012 al 2017. Dal 2018 al 2020 il montepremi oscillarono da 125 000 $ a 162 480 $.
Nel 2023 i montepremi per i tornei WTA 125 sono diminuiti a 115 000 $ ad eccezione dell'evento combinato maschile/femminile Golden Gate Open 2023, per il quale gli organizzatori hanno stabilito un montepremi identico di 160 000 $ tra il torneo femminile e quello maschile che era di categoria Challenger 125.

## Assegnazione punti del ranking WTA
Aggiornata alla pubblicazione del WTA Rulebook del 4 maggio 2023.
| Specialità e tabellone | V   | F  | SF | QF | 8  | 16 | Q | Q2 | Q1 |
| Singolare (32S,16Q)    | 160 | 95 | 57 | 29 | 15 | 1  | 6 | 4  | 1  |
| Singolare (32S,8Q)     | 160 | 95 | 57 | 29 | 15 | 1  | 6 | –  | 1  |
| Doppio (16D)           | 160 | 95 | 57 | 29 | 1  | –  | – | –  | –  |
| Doppio (8D)            | 160 | 95 | 57 | 1  | –  | –  | – | –  | –  |

## Campionesse

### 2012
| Data       | Torneo | Denominazione          | Superficie    | Vincitore singolare | Finalista singolare | Punteggio | Vincitrici Doppio                  | Finaliste Doppio                      | Punteggio        |
| ---------- | ------ | ---------------------- | ------------- | ------------------- | ------------------- | --------- | ---------------------------------- | ------------------------------------- | ---------------- |
| 29 ottobre | Taipei | OEC Taipei Ladies Open | Sintetico (i) | Kristina Mladenovic | Chang Kai-chen      | 6–4, 6–3  | Chan Hao-ching Kristina Mladenovic | Chang Kai-chen Ol'ga Govorcova        | 5–7, 6–2, [10–8] |
| 5 novembre | Pune   | Royal Indian Open      | Cemento       | Elina Svitolina     | Kimiko Date-Krumm   | 6–2, 6–3  | Nina Bratčikova Oksana Kalašnikova | Julia Glushko Noppawan Lertcheewakarn | 6–0, 4–6, [10–8] |

### 2013
| Data         | Torneo   | Denominazione          | Superficie    | Vincitore singolare      | Finalista singolare | Punteggio        | Vincitrici Doppio                     | Finaliste Doppio                       | Punteggio        |
| ------------ | -------- | ---------------------- | ------------- | ------------------------ | ------------------- | ---------------- | ------------------------------------- | -------------------------------------- | ---------------- |
| 9 febbraio   | Cali     | Copa Bionaire          | Terra rossa   | Lara Arruabarrena Vecino | Catalina Castaño    | 6–3, 6–2         | Catalina Castaño Mariana Duque Mariño | Florencia Molinero Teliana Pereira     | 3–6, 6–1, [10–5] |
| 5 agosto     | Suzhou   | Suzhou Ladies Open     | Cemento       | Shahar Peer              | Zheng Saisai        | 6–2, 2–6, 6–3    | Tímea Babos Michaëlla Krajicek        | Han Xinyun Eri Hozumi                  | 6–2, 6–2         |
| 23 settembre | Ningbo   | Ningbo Challenger      | Cemento       | Bojana Jovanovski        | Shuai Zhang         | 6(7)–7, 6–4, 6–1 | Chan Yung-jan Zhang Shuai             | Iryna Burjačok Oksana Kalašnikova      | 6–2, 6–1         |
| 28 ottobre   | Nanchino | Nanjing Ladies Open    | Cemento       | Zhang Shuai              | Ayumi Morita        | 6–4, rit.        | Misaki Doi Xu Yifan                   | Jaroslava Švedova Zhang Shuai          | 6–1, 6–4         |
| 4 novembre   | Taipei   | OEC Taipei Ladies Open | Sintetico (i) | Alison Van Uytvanck      | Yanina Wickmayer    | 6–4, 6–2         | Caroline Garcia Jaroslava Švedova     | Anna-Lena Friedsam Alison Van Uytvanck | 6–3, 6–3         |

### 2014
| Data         | Torneo   | Denominazione                             | Superficie    | Vincitore singolare | Finalista singolare | Punteggio     | Vincitrici Doppio                  | Finaliste Doppio                | Punteggio           |
| ------------ | -------- | ----------------------------------------- | ------------- | ------------------- | ------------------- | ------------- | ---------------------------------- | ------------------------------- | ------------------- |
| 21 luglio    | Nanchang | Jiangxi International Women's Tennis Open | Cemento       | Peng Shuai          | Liu Fangzhou        | 6–2, 3–6, 6–3 | Chuang Chia-jung Junri Namigata    | Chan Chin-wei Xu Yifan          | 7–6(4), 6–3         |
| 1º settembre | Suzhou   | Suzhou Ladies Open                        | Cemento       | Anna-Lena Friedsam  | Duan Yingying       | 6–1, 6–3      | Chan Chin-wei Chuang Chia-jung     | Misa Eguchi Eri Hozumi          | 6–1, 3–6, [10–7]    |
| 27 ottobre   | Ningbo   | Ningbo Challenger                         | Cemento       | Magda Linette       | Wang Qiang          | 3–6, 7–5, 6–1 | Arina Rodionova Ol'ga Savčuk       | Han Xinyun Zhang Kailin         | 4–6, 7–6(2), [10–6] |
| 3 novembre   | Taiwan   | OEC Taipei WTA Challenger                 | Sintetico (i) | Vitalija D'jačenko  | Chan Yung-jan       | 1–6, 6–2, 6–4 | Chan Hao-ching Chan Yung-jan       | Chang Kai-chen Chuang Chia-jung | 6–4, 6–3            |
| 3 novembre   | Limoges  | Open GDF Suez de Limoges                  | Cemento (i)   | Tereza Smitková     | Kristina Mladenovic | 7–6(4), 7–5   | Kateřina Siniaková Renata Voráčová | Tímea Babos Kristina Mladenovic | 2–6, 6–2, [10–5]    |

### 2015
| Data        | Torneo   | Denominazione                             | Superficie    | Vincitore singolare | Finalista singolare | Punteggio        | Vincitrici Doppio                | Finaliste Doppio                       | Punteggio        |
| ----------- | -------- | ----------------------------------------- | ------------- | ------------------- | ------------------- | ---------------- | -------------------------------- | -------------------------------------- | ---------------- |
| 27 luglio   | Nanchang | Jiangxi International Women's Tennis Open | Cemento       | Jelena Janković     | Chang Kai-chen      | 6–3, 7–6(6)      | Chang Kai-chen Zheng Saisai      | Chan Chin-wei Wang Yafan               | 6–3, 4–6, [10–3] |
| 7 settembre | Dalian   | Dailan Open                               | Cemento       | Zheng Saisai        | Julia Glushko       | 2–6, 6–1, 7–5    | Zhang Kailin Zheng Saisai        | Chan Chin-wei Darija Jurak             | 6–3, 6–4         |
| 9 novembre  | Limoges  | Engie Open de Limoges                     | Cemento (i)   | Caroline Garcia     | Louisa Chirico      | 6–1, 6–3         | Barbora Krejčíková Mandy Minella | Margarita Gasparjan Oksana Kalašnikova | 1–6, 7–5, [10–6] |
| 9 novembre  | Hua Hin  | Hua Hin Open                              | Cemento       | Jaroslava Švedova   | Naomi Ōsaka         | 6–4, 6(8)–7, 6–4 | Liang Chen Wang Yafan            | Varatchaya Wongteanchai Yang Zhaoxuan  | 6–3, 6–4         |
| 16 novembre | Taiwan   | OEC Taipei WTA Challenger                 | Sintetico (i) | Tímea Babos         | Misaki Doi          | 7–5, 6–3         | Kanae Hisami Kotomi Takahata     | Marina Mel'nikova Elise Mertens        | 6–1, 6–2         |
| 23 novembre | Carlsbad | Carlsbad Classic                          | Cemento       | Yanina Wickmayer    | Nicole Gibbs        | 6–3, 7–6(4)      | Gabriela Cé Verónica Cepede Royg | Oksana Kalašnikova Tatjana Maria       | 1–6, 6–4, [10–8] |

### 2016
| Data        | Torneo           | Denominazione              | Superficie    | Vincitore singolare    | Finalista singolare | Punteggio          | Vincitrici Doppio                      | Finaliste Doppio                          | Punteggio           |
| ----------- | ---------------- | -------------------------- | ------------- | ---------------------- | ------------------- | ------------------ | -------------------------------------- | ----------------------------------------- | ------------------- |
| 14 marzo    | San Antonio Open | San Antonio Open           | Cemento       | Misaki Doi             | Anna-Lena Friedsam  | 6–4, 6–2           | Anna-Lena Grönefeld Nicole Melichar    | Klaudia Jans-Ignacik Anastasija Rodionova | 6–1, 6–3            |
| 9 maggio    | West Hempstead   | Empire State Open          | Terra rossa   | cancellato             | cancellato          | cancellato         | cancellato                             | cancellato                                | cancellato          |
| 31 maggio   | Bol              | Bol Open                   | Terra rossa   | Mandy Minella          | Polona Hercog       | 6–2, 6–3           | Xenia Knoll Petra Martić               | Raluca Olaru İpek Soylu                   | 6–3, 6–2            |
| 6 settembre | Dalian           | Dalian Women's Tennis Open | Cemento       | Kristýna Plíšková      | Misa Eguchi         | 7–5, 4–6, 2–5 rit. | Lee Ya-hsuan Kotomi Takahata           | Nicha Lertpitaksinchai Jessy Rompies      | 6–2, 6–1            |
| 7 novembre  | Hua Hin          | Hua Hin Open               | Cemento       | cancellato             | cancellato          | cancellato         | cancellato                             | cancellato                                | cancellato          |
| 14 novembre | Taiwan           | OEC Taipei WTA Challenger  | Sintetico (i) | Evgenija Rodina        | Chang Kai-chen      | 6–4, 6–3           | Natela Dzalamidze Veronika Kudermetova | Chang Kai-chen Chuang Chia-jung           | 4–6, 6–3, [10–5]    |
| 14 novembre | Limoges          | Engie Open de Limoges      | Cemento (i)   | Ekaterina Aleksandrova | Caroline Garcia     | 6–4, 6–0           | Elise Mertens Mandy Minella            | Anna Smith Renata Voráčová                | 6–4, 6–4            |
| 21 novembre | Honolulu         | Hawaii Open                | Cemento       | Catherine Bellis       | Zhang Shuai         | 6–4, 6–2           | Eri Hozumi Miyu Katō                   | Nicole Gibbs Asia Muhammad                | 6(3)–7, 6–3, [10–8] |

### 2017
| Data        | Torneo    | Denominazione                        | Superficie    | Vincitore singolare | Finalista singolare | Punteggio             | Vincitrici Doppio                    | Finaliste Doppio                     | Punteggio           |
| ----------- | --------- | ------------------------------------ | ------------- | ------------------- | ------------------- | --------------------- | ------------------------------------ | ------------------------------------ | ------------------- |
| 17 aprile   | Zhengzhou | Biyuan Zhengzhou Women's Tennis Open | Cemento       | Wang Qiang          | Peng Shuai          | 3–6, 7–6(3), 1–1 rit. | Han Xinyun Zhu Lin                   | Jacqueline Cako Julia Glushko        | 7–5, 6–1            |
| 5 giugno    | Bol       | Croatia Bol Open                     | Terra rossa   | Aleksandra Krunić   | Alexandra Cadanțu   | 6–3, 3–0 rit.         | Chuang Chia-jung Renata Voráčová     | Lina Ǵorčeska Aleksandrina Najdenova | 6–4, 6–2            |
| 4 settembre | Dalian    | Dalian Open                          | Cemento       | Kateryna Kozlova    | Vera Zvonarëva      | 6–4, 6–2              | Lu Jingjing You Xiaodi               | Guo Hanyu Ye Qiuyu                   | 7–6(2), 4–6, [10–5] |
| 6 novembre  | Hua Hin   | Hua Hin Open                         | Cemento       | Belinda Bencic      | Hsieh Su-wei        | 6–3, 6–4              | Duan Yingying Wang Yafan             | Dalila Jakupovič Irina Chromačëva    | 6–3, 6–3            |
| 6 novembre  | Limoges   | Engie Open de Limoges                | Cemento (i)   | Monica Niculescu    | Antonia Lottner     | 6–4, 6–2              | Valerija Savinych Maryna Zanevs'ka   | Pauline Parmentier Chloé Paquet      | 6–0, 6–2            |
| 13 novembre | Taiwan    | Taipei OEC Open                      | Sintetico (i) | Belinda Bencic      | Arantxa Rus         | 7–6(3), 6–1           | Veronika Kudermetova Aryna Sabalenka | Monique Adamczak Naomi Broady        | 2–6, 7–6(5) [10–6]  |
| 20 novembre | Honolulu  | Hawaii Open                          | Cemento       | Zhang Shuai         | Jang Su-jeong       | 0–6, 6–1, 6–3         | Hsieh Shu-ying Hsieh Su-wei          | Eri Hozumi Asia Muhammad             | 6–1, 7–6(3)         |
| 20 novembre | Mumbai    | WTA Mumbai Open                      | Cemento       | Aryna Sabalenka     | Dalila Jakupovič    | 6–2, 6–3              | Victoria Rodríguez Bibiane Schoofs   | Dalila Jakupovič Irina Chromačëva    | 7–5, 3–6, [10–7]    |

### 2018
| Data        | Torneo        | Denominazione                              | Superficie    | Vincitore singolare    | Finalista singolare | Punteggio        | Vincitrici Doppio                      | Finaliste Doppio                       | Punteggio              |
| ----------- | ------------- | ------------------------------------------ | ------------- | ---------------------- | ------------------- | ---------------- | -------------------------------------- | -------------------------------------- | ---------------------- |
| 28 gennaio  | Newport Beach | Challenger Series Newport Beach            | Cemento       | Danielle Collins       | Sof'ja Žuk          | 2–6, 6–4, 6–3    | Misaki Doi Jil Teichmann               | Jamie Loeb Rebecca Peterson            | 7–6(4), 1–6, [10–8]    |
| 4 marzo     | Indian Wells  | Challenger Series Indian Wells             | Cemento       | Sara Errani            | Kateryna Bondarenko | 6–4, 6–4         | Taylor Townsend Yanina Wickmayer       | Jennifer Brady Vania King              | 6–4, 6–4               |
| 22 aprile   | Zhengzhou     | Biyuan Cup Zhengzhou Women's Tennis Open   | Cemento       | Zheng Saisai           | Wang Yafan          | 5–7, 6–2, 6–1    | Duan Yingying Wang Yafan               | Naomi Broady Yanina Wickmayer          | 7–6(5), 6–3            |
| 5 maggio    | Anning        | Bloomage International Kunming Tennis Open | Terra rossa   | Irina Chromačëva       | Zheng Saisai        | 3–6, 6–4, 7–6(5) | Dalila Jakupovič Irina Chromačëva      | Guo Hanyu Sun Xuliu                    | 6–1, 6–1               |
| 5 giugno    | Bol           | Croatia Bol Open                           | Terra rossa   | Tamara Zidanšek        | Magda Linette       | 6–1, 6–3         | Mariana Duque-Mariño Wang Yafan        | Sílvia Soler Espinosa Barbora Štefková | 6–3, 7–5               |
| 3 settembre | Chicago       | Challenger Series - Chicago                | Cemento       | Petra Martić           | Mona Barthel        | 6–4, 6–1         | Mona Barthel Kristýna Plíšková         | Asia Muhammad Maria Sanchez            | 6–3, 6–2               |
| 29 ottobre  | Mumbai        | WTA Mumbai Open                            | Cemento       | Luksika Kumkhum        | Irina Chromačëva    | 1–6, 6–2, 6–3    | Natela Dzalamidze Veronika Kudermetova | Bibiane Schoofs Barbora Štefková       | 6–4, 7–6(4)            |
| 5 novembre  | Limoges       | Engie Open de Limoges                      | Cemento (i)   | Ekaterina Aleksandrova | Evgenija Rodina     | 6–2, 6–2         | Veronika Kudermetova Galina Voskoboeva | Asia Muhammad Maria Sanchez            | 7–5, 6–4               |
| 12 novembre | Taipei        | Taipei OEC Open                            | Sintetico (i) | Luksika Kumkhum        | Sabine Lisicki      | 6–1, 6–3         | Ankita Raina Karman Thandi             | Ol'ga Dorošina Natela Dzalamidze       | 6–3, 5–7, [12–12] rit. |
| 12 novembre | Houston       | Challenger Series - Houston                | Cemento       | Peng Shuai             | Lauren Davis        | 1–6, 7–5, 6–4    | Maegan Manasse Jessica Pegula          | Desirae Krawczyk Giuliana Olmos        | 1–6, 6–4, [10–8]       |

### 2019
| Data        | Torneo        | Denominazione                     | Superficie    | Vincitore singolare    | Finalista singolare   | Punteggio     | Vincitrici Doppio                         | Finaliste Doppio                          | Punteggio           |
| ----------- | ------------- | --------------------------------- | ------------- | ---------------------- | --------------------- | ------------- | ----------------------------------------- | ----------------------------------------- | ------------------- |
| 21 gennaio  | Newport Beach | Challenger Series - Newport Beach | Cemento       | Bianca Andreescu       | Jessica Pegula        | 0–6, 6–4, 6–2 | Hayley Carter Ena Shibahara               | Taylor Townsend Yanina Wickmayer          | 6–3, 7–6(1)         |
| 25 febbraio | Indian Wells  | Challenger Series - Indian Wells  | Cemento       | Viktorija Golubic      | Jennifer Brady        | 3–6, 7–5, 6–3 | Kristýna Plíšková Evgenija Rodina         | Taylor Townsend Yanina Wickmayer          | 7–6(7), 6–4         |
| 11 marzo    | Guadalajara   | Abierto Zapopan                   | Cemento       | Veronika Kudermetova   | Marie Bouzková        | 6–2, 6–0      | Maria Sanchez Fanny Stollár               | Cornelia Lister Renata Voráčová           | 7–5, 6–1            |
| 22 aprile   | Anning        | Kunming Open                      | Terra rossa   | Zheng Saisai           | Zhang Shuai           | 6–4, 6–1      | Peng Shuai Yang Zhaoxuan                  | Duan Yingying Han Xinyun                  | 7–5, 6–2            |
| 4 giugno    | Bol           | Croatia Bol Open                  | Terra rossa   | Tamara Zidanšek        | Sara Sorribes Tormo   | 7–5, 7–5      | Timea Bacsinszky Mandy Minella            | Cornelia Lister Renata Voráčová           | 0–6, 7–6(3), [10–4] |
| 8 luglio    | Båstad        | Swedish Open                      | Terra rossa   | Misaki Doi             | Danka Kovinić         | 6–4, 6–4      | Misaki Doi Natal'ja Vichljanceva          | Alexa Guarachi Danka Kovinić              | 7–5, 6(4)–7, [10–7] |
| 29 luglio   | Karlsruhe     | Liqui Moly Open Karlsruhe         | Terra rossa   | Patricia Maria Tig     | Alison Van Uytvanck   | 3–6, 6–1, 6–2 | Lara Arruabarrena Renata Voráčová         | Han Xinyun Yuan Yue                       | 6(2)–7, 6–4, [10–4] |
| 2 settembre | New Haven     | Challenger Series - New Haven     | Cemento       | Anna Blinkova          | Usue Maitane Arconada | 6–4, 6–2      | Anna Blinkova Oksana Kalašnikova          | Usue Maitane Arconada Jamie Loeb          | 6–2, 4–6, [10–4]    |
| 11 novembre | Taipei        | Taipei OEC Open                   | Sintetico (i) | Vitalija D'jačenko     | Tímea Babos           | 6–3, 6–2      | Lee Ya-hsuan Wu Fang-hsien                | Dalila Jakupovič Danka Kovinić            | 4–6, 6–4, [10–7]    |
| 11 novembre | Houston       | Challenger Series - Houston       | Cemento       | Kirsten Flipkens       | Coco Vandeweghe       | 7–6(4), 6–4   | Ellen Perez Luisa Stefani                 | Sharon Fichman Ena Shibahara              | 1–6, 6–4, [10–5]    |
| 16 dicembre | Limoges       | Open BLS de Limoges               | Cemento (i)   | Ekaterina Aleksandrova | Aliaksandra Sasnovich | 6–1, 6–3      | Georgina García Pérez Sara Sorribes Tormo | Ekaterina Aleksandrova Oksana Kalašnikova | 6–2, 7–6(3)         |

### 2020
| Data         | Torneo        | Denominazione                     | Superficie    | Vincitore singolare | Finalista singolare    | Punteggio     | Vincitrici Doppio             | Finaliste Doppio                       | Punteggio  |
| ------------ | ------------- | --------------------------------- | ------------- | ------------------- | ---------------------- | ------------- | ----------------------------- | -------------------------------------- | ---------- |
| 27 gennaio   | Newport Beach | Challenger Series - Newport Beach | Cemento       | Madison Brengle     | Stefanie Vögele        | 6–1, 3–6, 6–2 | Hayley Carter Luisa Stefani   | Marie Benoît Jessika Ponchet           | 6–1, 6–3   |
| 2 marzo      | Indian Wells  | Challenger Series - Indian Wells  | Cemento       | Irina-Camelia Begu  | Misaki Doi             | 6–3, 6–3      | Asia Muhammad Taylor Townsend | Caty McNally Jessica Pegula            | 6–4, 6–4   |
| 11 marzo     | Xi'an         | Xi'an Open                        | Cemento       | cancellato          | cancellato             | cancellato    | cancellato                    | cancellato                             | cancellato |
| 16 marzo     | Guadalajara   | Abierto Zapopan                   | Cemento       | cancellato          | cancellato             | cancellato    | cancellato                    | cancellato                             | cancellato |
| 27 aprile    | Anning        | Kunming Open                      | Terra rossa   | cancellato          | cancellato             | cancellato    | cancellato                    | cancellato                             | cancellato |
| 1 giugno     | Bol           | Croatia Bol Open                  | Terra rossa   | cancellato          | cancellato             | cancellato    | cancellato                    | cancellato                             | cancellato |
| 6 luglio     | Båstad        | Swedish Open                      | Terra rossa   | cancellato          | cancellato             | cancellato    | cancellato                    | cancellato                             | cancellato |
| 27 luglio    | Karlsruhe     | Liqui Moly Open Karlsruhe         | Terra rossa   | cancellato          | cancellato             | cancellato    | cancellato                    | cancellato                             | cancellato |
| 27 luglio    | New Haven     | Challenger Series - New Haven     | Cemento       | cancellato          | cancellato             | cancellato    | cancellato                    | cancellato                             | cancellato |
| 31 agosto    | Praga         | TK Sparta Prague Open 2020        | Terra rossa   | Kristína Kučová     | Elisabetta Cocciaretto | 6–4, 6–3      | Lidzija Marozava Andreea Mitu | Giulia Gatto-Monticone Nadia Podoroska | 6–4, 6–4   |
| 7 settembre  | Varsavia      | BNP Paribas Warsaw Open           | Cemento       | cancellato          | cancellato             | cancellato    | cancellato                    | cancellato                             | cancellato |
| 28 settembre | Tashkent      | Tashkent Open                     | Cemento       | cancellato          | cancellato             | cancellato    | cancellato                    | cancellato                             | cancellato |
| 5 ottobre    | Taipei        | Taipei OEC Open                   | Sintetico (i) | cancellato          | cancellato             | cancellato    | cancellato                    | cancellato                             | cancellato |
| 16 novembre  | Houston       | Challenger Series - Houston       | Cemento       | cancellato          | cancellato             | cancellato    | cancellato                    | cancellato                             | cancellato |
| 14 dicembre  | Limoges       | Open BLS de Limoges               | Cemento (i)   | cancellato          | cancellato             | cancellato    | cancellato                    | cancellato                             | cancellato |

### 2021
| Data         | Torneo       | Denominazione           | Superficie  | Vincitore singolare       | Finalista singolare | Punteggio     | Vincitrici Doppio                    | Finaliste Doppio                          | Punteggio           |
| ------------ | ------------ | ----------------------- | ----------- | ------------------------- | ------------------- | ------------- | ------------------------------------ | ----------------------------------------- | ------------------- |
| 3 maggio     | Saint-Malo   | L'Open 35 de Saint-Malo | Terra rossa | Viktorija Golubic         | Jasmine Paolini     | 6–1, 6–3      | Kaitlyn Christian Sabrina Santamaria | Hayley Carter Luisa Stefani               | 7–6(4), 4–6, [10–5] |
| 7 giugno     | Bol          | Croatia Bol Open        | Terra rossa | Jasmine Paolini           | Arantxa Rus         | 6–2, 7–6(4)   | Aliona Bolsova Katarzyna Kawa        | Ekaterine Gorgodze Tereza Mihalíková      | 6–1, 4–6, [10–6]    |
| 5 luglio     | Båstad       | Swedish Open            | Terra rossa | Nuria Párrizas Díaz       | Vol'ha Havarcova    | 6–2, 6–2      | Mirjam Björklund Leonie Küng         | Tereza Mihalíková Kamilla Rachimova       | 5–7, 6–3, [10–5]    |
| 26 luglio    | Charleston   | LTP Women's Open        | Terra rossa | Varvara Lepchenko         | Jamie Loeb          | 4–6, 6–4      | Liang En-shuo Rebecca Marino         | Erin Routliffe Aldila Sutjiadi            | 5–7, 7–5, [10–7]    |
| 26 luglio    | Belgrado     | Serbia Challenger Open  | Terra rossa | Anna Karolína Schmiedlová | Arantxa Rus         | 6–3, 6–3      | Vol'ha Havarcova Lidzija Marozava    | Alëna Fomina Ekaterina Jašina             | 6–2, 6–2            |
| 2 agosto     | Concord      | Thoreau Tennis Open     | Cemento     | Magdalena Fręch           | Renata Zarazúa      | 6–3, 7–6(4)   | Peangtarn Plipuech Jessy Rompies     | Usue Maitane Arconada Cristina Bucșa      | 3–6, 7–6(5), [10–8] |
| 16 agosto    | Chicago      | Chicago Challenger      | Cemento     | Clara Tauson              | Emma Raducanu       | 5–7, 6–3, 6–4 | Eri Hozumi Peangtarn Plipuech        | Mona Barthel Hsieh Yu-chieh               | 7–5, 6–2            |
| 6 settembre  | Karlsruhe    | Liqui Moly Open         | Terra rossa | Mayar Sherif              | Martina Trevisan    | 6–3, 6–2      | Irina Maria Bara Ekaterine Gorgodze  | Katarzyna Piter Mayar Sherif              | 6–3, 2–6, [10–7]    |
| 20 settembre | Columbus     | Columbus Challenger     | Cemento (i) | Nuria Párrizas Díaz       | Wang Xinyu          | 7–6(4), 6–3   | Wang Xinyu Zheng Saisai              | Dalila Jakupović Nuria Párrizas Díaz      | 6–1, 6–1            |
| 1 novembre   | Midland      | Dow Tennis Classic      | Cemento (i) | Madison Brengle           | Robin Anderson      | 6–2, 6–4      | Harriet Dart Asia Muhammad           | Peangtarn Plipuech Aldila Sutjiadi        | 6–3, 2–6, [10–7]    |
| 1 novembre   | Buenos Aires | WTA Argentina Open      | Terra rossa | Anna Bondár               | Diane Parry         | 6–3, 6–3      | Irina Maria Bara Ekaterine Gorgodze  | María Lourdes Carlé Despina Papamichail   | 5–7, 7–5, [10–4]    |
| 15 novembre  | Montevideo   | Uruguay Open            | Terra rossa | Diane Parry               | Panna Udvardy       | 6–3, 6–2      | Irina Maria Bara Ekaterine Gorgodze  | Carolina Alves Marina Bassols Ribera      | 6–4, 6–3            |
| 6 dicembre   | Angers       | Open Angers             | Cemento (i) | Vitalija D'jačenko        | Shuai Zhang         | 6–0, 6–4      | Tereza Mihalíková Greet Minnen       | Monica Niculescu Vera Zvonarëva           | 4–6, 6–1, [10–8]    |
| 13 dicembre  | Limoges      | Open BLS de Limoges     | Cemento (i) | Alison Van Uytvanck       | Ana Bogdan          | 6–2, 7–5      | Monica Niculescu Vera Zvonareva      | Estelle Cascino Jessika Ponchet           | 6–4, 6–4            |
| 20 dicembre  | Seul         | Hana Bank Korea Open    | Cemento (i) | Zhu Lin                   | Kristina Mladenovic | 6–0, 6–4      | Choi Ji-hee Han Na-lae               | Valentini Grammatikopoulou Réka Luca Jani | 6–4, 6–4            |

### 2022
| Data         | Torneo            | Denominazione                  | Superficie  | Vincitore singolare        | Finalista singolare    | Punteggio           | Vincitrici Doppio                       | Finaliste Doppio                        | Punteggio           |
| ------------ | ----------------- | ------------------------------ | ----------- | -------------------------- | ---------------------- | ------------------- | --------------------------------------- | --------------------------------------- | ------------------- |
| 28 marzo     | Marbella          | Andalucía Challenger           | Terra rossa | Mayar Sherif               | Tamara Korpatsch       | 7–6(1), 6–4         | Irina Bara Ekaterine Gorgodze           | Vivian Heisen Katarzyna Kawa            | 6–4, 3–6, [10–6]    |
| 2 maggio     | Saint-Malo        | L'Open 35 de Saint-Malo        | Terra rossa | Beatriz Haddad Maia        | Anna Blinkova          | 7–6(3), 6–3         | Eri Hozumi Makoto Ninomiya              | Estelle Cascino Jessika Ponchet         | 7–6(1), 6–1         |
| 9 maggio     | Parigi            | Trophee Lagardère              | Terra rossa | Claire Liu                 | Beatriz Haddad Maia    | 6–3, 6–4            | Beatriz Haddad Maia Kristina Mladenovic | Oksana Kalašnikova Miyu Katō            | 5–7, 6–4, [10–4]    |
| 9 maggio     | Karlsruhe         | Liqui Moly Open                | Terra rossa | Mayar Sherif               | Bernarda Pera          | 6–2, 6–4            | Mayar Sherif Panna Udvardy              | Jana Sizikova Alison Van Uytvanck       | 5–7, 6–4, [10–2]    |
| 31 maggio    | Makarska          | Makarska Open                  | Terra rossa | Jule Niemeier              | Elisabetta Cocciaretto | 7–5, 6–1            | Dalila Jakupovič Tena Lukas             | Olga Danilović Aleksandra Krunić        | 5–7, 6–2, [10–5]    |
| 6 giugno     | Valencia          | Open Internacional de Valencia | Terra rossa | Zheng Qinwen               | Wang Xiyu              | 6–4, 4–6, 6–3       | Aliona Bolsova Rebeka Masarova          | Aleksandra Panova Arantxa Rus           | 6–0, 6–3            |
| 13 giugno    | Gaiba             | Veneto Open                    | Erba        | Alison Van Uytvanck        | Sara Errani            | 5–7, 6–3, 6–4       | Madison Brengle Claire Liu              | Vitalija D'jačenko Oksana Kalašnikova   | 6–4, 6–3            |
| 6 settembre  | Båstad            | Swedish Open                   | Terra rossa | Jang Su-jeong              | Rebeka Masarova        | 3–6, 6–3, 6–1       | Misaki Doi Rebecca Peterson             | Mihaela Buzărnescu Irina Chromačëva     | w.o                 |
| 6 settembre  | Contrexéville     | Grand Est Open 88              | Terra rossa | Sara Errani                | Dalma Gálfi            | 6–4, 1–6, 7–6(4)    | Ulrikke Eikeri Tereza Mihalíková        | Han Xinyun Aleksandra Panova            | 7–6(8), 6–2         |
| 1 agosto     | Iași              | Iași Open                      | Terra rossa | Ana Bogdan                 | Panna Udvardy          | 6–2, 3–6, 6–1       | Dar'ja Astachova Andreea Roșca          | Réka Luca Jani Panna Udvardy            | 7–5, 5–7, [10–7]    |
| 8 agosto     | Concord           | Thoreau Tennis Open            | Cemento     | Coco Vandeweghe            | Bernarda Pera          | 6–3, 5–7, 6–4       | Varvara Flink Coco Vandeweghe           | Peangtarn Plipuech Moyuka Uchijima      | 6–3, 7–6(3)         |
| 15 agosto    | Vancouver         | Vancouver Open                 | Cemento     | Valentini Grammatikopoulou | Lucia Bronzetti        | 6–2, 6–4            | Miyu Katō Asia Muhammad                 | Tímea Babos Angela Kulikov              | 6–3, 7–5            |
| 5 settembre  | Bari              | Open delle Puglie 2022         | Terra rossa | Julia Grabher              | Nuria Brancaccio       | 6–4, 6–2            | Elisabetta Cocciaretto Olga Danilović   | Andrea Gámiz Eva Vedder                 | 6–2, 6–3            |
| 12 settembre | Bucarest          | Țiriac Foundation Trophy       | Terra rossa | Irina-Camelia Begu         | Réka Luca Jani         | 6–3, 6–3            | Aliona Bolsova Andrea Gámiz             | Réka Luca Jani Panna Udvardy            | 7–5, 6–3            |
| 19 settembre | Budapest          | Budapest Open                  | Terra rossa | Tamara Korpatsch           | Viktorija Tomova       | 7–6(3), 6(4)–7, 6–0 | Choi Ji-hee Han Na-lae                  | Anna Bondár Kimberley Zimmermann        | 6–3, 2–6, [10–5]    |
| 17 ottobre   | Rouen             | Open Rouen Métropole           | Cemento (i) | Maryna Zanevs'ka           | Viktorija Golubic      | 7–6(1), 6–1         | Natela Dzalamidze Kamilla Rachimova     | Misaki Doi Kimberley Zimmermann         | 6–3, 7–5            |
| 24 ottobre   | Tampico           | Abierto Tampico                | Cemento     | Elisabetta Cocciaretto     | Magda Linette          | 7–6(5), 4–6, 6–1    | Tereza Mihalíková Aldila Sutjiadi       | Ashlyn Krueger Elizabeth Mandlik        | 7–5, 6–2            |
| 31 ottobre   | Midland           | Midland Tennis Classic         | Cemento (i) | Caty McNally               | Anna-Lena Friedsam     | 6–3, 6–2            | Asia Muhammad Alycia Parks              | Anna–Lena Friedsam Nadiia Kičenok       | 6–2, 6–3            |
| 7 novembre   | Santiago del Cile | Chile Colina Open              | Terra rossa | Mayar Sherif               | Kateryna Baindl        | 3–6, 7–6(3), 7–5    | Jana Sizikova Aldila Sutjiadi           | Mayar Sherif Tamara Zidanšek            | 6–1, 3–6, [10–7]    |
| 14 novembre  | Buenos Aires      | WTA Argentina Open             | Terra rossa | Panna Udvardy              | Danka Kovinić          | 6–4, 6–3            | Irina Bara Sara Errani                  | Jang Su-jeong You Xiaodi                | 6–1, 7–5            |
| 21 novembre  | Montevideo        | Uruguay Open                   | Terra rossa | Diana Šnaider              | Léolia Jeanjean        | 6–4, 6–4            | Ingrid Gamarra Martins Luisa Stefani    | Quinn Gleason Elixane Lechemia          | 7–5, 6(6)–7, [10–6] |
| 28 novembre  | Andorra la Vella  | Andorrà Open                   | Cemento (i) | Alycia Parks               | Rebecca Peterson       | 6–1, 6–4            | Cristina Bucșa Weronika Falkowska       | Angelina Gabueva Anastasija Zacharova   | 7–6(4), 6–1         |
| 5 dicembre   | Angers            | Open Angers Arena Loire        | Cemento (i) | Alycia Parks               | Anna-Lena Friedsam     | 6–4, 4–6, 6–4       | Alycia Parks Zhang Shuai                | Miriam Kolodziejová Markéta Vondroušová | 6–2, 6–2            |
| 12 dicembre  | Limoges           | Open de Limoges                | Cemento (i) | Anhelina Kalinina          | Clara Tauson           | 6–3, 5–7, 6–4       | Oksana Kalašnikova Marta Kostjuk        | Alicia Barnett                          | 7–5, 6–1            |

### 2023
| Data         | Torneo              | Denominazione                                             | Superficie  | Vincitore singolare    | Finalista singolare       | Punteggio        | Vincitrici Doppio                               | Finaliste Doppio                            | Punteggio              |
| ------------ | ------------------- | --------------------------------------------------------- | ----------- | ---------------------- | ------------------------- | ---------------- | ----------------------------------------------- | ------------------------------------------- | ---------------------- |
| 30 gennaio   | Cali                | Copa Oster                                                | Terra rossa | Nadia Podoroska        | Paula Ormaechea           | 6–4, 6–2         | Weronika Falkowska Katarzyna Kawa               | Kyōka Okamura You Xiaodi                    | 6–1, 5–7, [10–6]       |
| 27 marzo     | San Luis Potosí     | San Luis Potosí Open                                      | Terra rossa | Elisabetta Cocciaretto | Sara Errani               | 5–7, 6–4, 7–5    | Aliona Bolsova Andrea Gámiz                     | Oksana Kalašnikova Katarzyna Piter          | 7–6(5), 6–4            |
| 1 maggio     | Reus                | Catalonia Open                                            | Terra rossa | Sorana Cîrstea         | Elizabeth Mandlik         | 6–1, 4–6, 7–6(1) | Storm Hunter Ellen Perez                        | Alexa Guarachi Erin Routliffe               | 6–1, 7–6(8)            |
| 1 maggio     | Saint-Malo          | L'Open 35 de Saint-Malo                                   | Terra rossa | Sloane Stephens        | Greet Minnen              | 6–3, 6–4         | Greet Minnen Bibiane Schoofs                    | Eri Hozumi Ulrikke Eikeri                   | 7–6(7), 7–6(3)         |
| 15 maggio    | Firenze             | Firenze Ladies Open                                       | Terra rossa | Jasmine Paolini        | Taylor Townsend           | 6–3, 7–5         | Vivian Heisen Ingrid Neel                       | Asia Muhammad Giuliana Olmos                | 1–6, 6–2, [10–8]       |
| 15 maggio    | Parigi              | Trophée Clarins                                           | Terra rossa | Diane Parry            | Caty McNally              | w/o              | Anna Danilina Vera Zvonarëva                    | Nadiia Kičenok Alycia Parks                 | 5–7, 7–6(2), [14–12]   |
| 5 giugno     | Makarska            | Makarska Open                                             | Terra rossa | Mayar Sherif           | Jasmine Paolini           | 2–6, 7–6(6), 7–5 | Ingrid Neel Wu Fang-hsien                       | Anna Sisková Renata Voráčová                | 6–3, 7–5               |
| 5 giugno     | La Bisbal d'Empordà | Open Internacional Femení Solgironès                      | Terra rossa | Arantxa Rus            | Panna Udvardy             | 7–6(2), 6–3      | Caroline Dolehide Diana Šnaider                 | Aliona Bolsova Rebeka Masarova              | 7–6(5), 6–3            |
| 12 giugno    | Valencia            | BBVA Open Internacional de Valencia                       | Terra rossa | Mayar Sherif           | Marina Bassols Ribera     | 6–3, 6–3         | Aliona Bolsova Andrea Gámiz                     | Angelina Gabueva Irina Chromačëva           | 6–4, 4–6, [10–7]       |
| 19 giugno    | Gaiba               | Veneto Open Internazionali Confindustria Venezia e Rovigo | Erba        | Ashlyn Krueger         | Tatjana Maria             | 3–6, 6–4, 7–5    | Han Na-lae Jang Su-jeong                        | Weronika Falkowska Katarzyna Piter          | 6–3, 3–6, [10–6]       |
| 10 luglio    | Båstad              | Swedish Open                                              | Terra rossa | Olga Danilović         | Emma Navarro              | 7–6(4), 3–6, 6–3 | Irina Chromačëva Panna Udvardy                  | Eri Hozumi Jang Su-jeong                    | 4–6, 6–3, [10–5]       |
| 10 luglio    | Contrexéville       | Grand Est Open 88                                         | Terra rossa | Arantxa Rus            | Anastasija Pavljučenkova  | 6–3, 6–3         | Cristina Bucșa Alëna Fomina-Klotz               | Amina Anšba Anastasia Dețiuc                | 4–6, 6–3, [10–7]       |
| 17 luglio    | Iași                | Iași Open                                                 | Terra rossa | Ana Bogdan             | Irina-Camelia Begu        | 6–2, 6–3         | Veronika Erjavec Dalila Jakupović               | Irina Bara Monica Niculescu                 | 6–4, 6–4               |
| 7 agosto     | Grodzisk Mazowiecki | Polish Open                                               | Cemento     | Dajana Jastrems'ka     | Greet Minnen              | 2–6, 6–1, 6–3    | Katarzyna Kawa Elixane Lechemia                 | Irina Bara Monica Niculescu                 | 6–3, 6–4               |
| 14 agosto    | Barranquilla        | Barranquilla Open                                         | Cemento     | Tatjana Maria          | Fiona Ferro               | 6–1, 6–2         | Valentini Grammatikopoulou Despoina Papamichaīl | Yuliana Lizarazo María Paulina Pérez García | 7–6(2), 7–5            |
| 14 agosto    | Stanford            | Golden Gate Open                                          | Cemento     | Wang Yafan             | Kamilla Rachimova         | 6–2, 6–0         | Jodie Burrage Olivia Gadecki                    | Hailey Baptiste Claire Liu                  | 7–6(4), 6(6)–7, [10–8] |
| 21 agosto    | Chicago             | Chicago Women's Open                                      | Cemento     | Viktorija Tomova       | Claire Liu                | 6–1, 6–4         | Ulrikke Eikeri Ingrid Neel                      | Cristina Bucșa Aleksandra Panova            | w/o                    |
| 4 settembre  | Bari                | Open delle Puglie                                         | Terra rossa | Tamara Zidanšek        | Rebecca Šramková          | 3–6, 7–5, 6–1    | Katarzyna Kawa Anna Sisková                     | Valentini Grammatikopoulou Elixane Lechemia | 6–1, 6–2               |
| 11 settembre | Bucarest            | Țiriac Foundation Trophy                                  | Terra rossa | Astra Sharma           | Sara Errani               | 0–6, 7–5, 6–2    | Angelica Moratelli Camilla Rosatello            | Valentini Grammatikopoulou Anna Sisková     | 7–5, 6–4               |
| 11 settembre | Lubiana             | Zavarovalnica Sava Ljubljana                              | Terra rossa | Marina Bassols Ribera  | Zeynep Sönmez             | 6–0, 7–6(2)      | Amina Anšba Quinn Gleason                       | Freya Christie Yuliana Lizarazo             | 6–3, 6–4               |
| 18 settembre | Parma               | Parma Ladies Open                                         | Terra rossa | Ana Bogdan             | Anna Karolína Schmiedlová | 7–5, 6–1         | Dalila Jakupović Irina Chromačëva               | Anna Bondár Kimberley Zimmermann            | 6–2, 6–3               |
| 9 ottobre    | Rouen               | Open Capfinances Rouen Métropole                          | Cemento (i) | Viktorija Golubic      | Ėrika Andreeva            | 6–4, 6–1         | Maia Lumsden Jessika Ponchet                    | Anna Bondár Kimberley Zimmermann            | 6–3, 7–6(4)            |
| 23 ottobre   | Tampico             | Abierto Tampico                                           | Cemento     | Emina Bektas           | Anna Kalinskaja           | 6–3, 3–6, 7–6(3) | Kamilla Rachimova Anastasija Tichonova          | Sabrina Santamaria Heather Watson           | 7–6(5), 6–2            |
| 30 ottobre   | Midland             | Dow Tennis Classic                                        | Cemento (i) | Anna Kalinskaja        | Jana Fett                 | 7–5, 6–4         | Hailey Baptiste Whitney Osuigwe                 | Sophie Chang Ashley Lahey                   | 2–6, 6–2, [10–1]       |
| 13 novembre  | Colina              | Chile Colina Open                                         | Terra rossa | Sára Bejlek            | Diane Parry               | 6–2, 6–1         | Julia Lohoff Conny Perrin                       | Lucciana Pérez Alarcón Daniela Seguel       | 7–6(4), 6–2            |
| 20 novembre  | Florianópolis       | Brasil Tennis Cup                                         | Terra rossa | Ajla Tomljanović       | Martina Capurro Taborda   | 6–1, 7–5         | Sara Errani Léolia Jeanjean                     | Julia Lohoff Conny Perrin                   | 7–5, 3–6, [10–7]       |
| 27 novembre  | Andorra la Vella    | Andorrà Open                                              | Cemento (i) | Marina Bassols Ribera  | Ėrika Andreeva            | 7–5, 7–6(3)      | Ėrika Andreeva Céline Naef                      | Tímea Babos Heather Watson                  | 6–2, 6–1               |
| 27 novembre  | Buenos Aires        | WTA Argentina Open                                        | Terra rossa | Laura Pigossi          | María Carlé               | 6–3, 6–2         | María Carlé Despoina Papamichaīl                | María Paulina Pérez Sofia Sewing            | 6–3, 4–6, [11–9]       |
| 4 dicembre   | Angers              | Open Angers Arena Loire                                   | Cemento (i) | Clara Burel            | Chloé Paquet              | 3–6, 6–4, 6–2    | Cristina Bucșa Monica Niculescu                 | Anna Danilina Aleksandra Panova             | 6–1, 6–3               |
| 4 dicembre   | Montevideo          | Montevideo Open                                           | Terra rossa | Renata Zarazua         | Diane Parry               | 7–5, 3–6, 4–6    | María Carlé Julia Riera                         | Freya Christie Yuliana Lizarazo             | 7–6(5), 7–5            |
| 11 dicembre  | Limoges             | Open BLS de Limoges                                       | Cemento (i) | Cristina Bucșa         | Elsa Jacquemot            | 2–6, 6–1, 6–2    | Cristina Bucșa Jana Sizikova                    | Oksana Kalašnikova Maia Lumsden             | 6–1, 6–4               |

### 2024
| Data         | Torneo              | Denominazione                          | Superficieval | Vincitore singolare       | Finalista singolare    | Punteggio        | Vincitrici Doppio                    | Finaliste Doppio                        | Punteggio           |
| ------------ | ------------------- | -------------------------------------- | ------------- | ------------------------- | ---------------------- | ---------------- | ------------------------------------ | --------------------------------------- | ------------------- |
| 1 gennaio    | Canberra            | Workday Canberra International         | Cemento       | Nuria Párrizas Díaz       | Harriet Dart           | 6–4, 6–3         | Veronika Erjavec Darja Semeņistaja   | Kaylah McPhee Astra Sharma              | 6–2, 6–4            |
| 5 febbraio   | Mumbai              | L&T Mumbai Open                        | Cemento       | Darja Semeņistaja         | Storm Hunter           | 5–7, 7–6(6), 6–2 | Dalila Jakupović Sabrina Santamaria  | Arianne Hartono Prarthana Thombare      | 6–4, 6–3            |
| 19 febbraio  | Puerto Vallarta     | Puerto Vallarta Open                   | Cemento       | McCartney Kessler         | Taylah Preston         | 5–7, 6–3, 6–0    | Iryna Šymanovič Renata Zarazúa       | Angelica Moratelli Camilla Rosatello    | 6–-2, 7–6(1)        |
| 11 marzo     | Charleston          | Charleston 125                         | Cemento       | Elisabetta Cocciaretto    | Diana Šnaider          | 6–3, 6–2         | Olivia Gadecki Olivia Nicholls       | Sara Errani Tereza Mihalíková           | 6–2, 6–1            |
| 25 marzo     | Adalia              | Megasaray Hotels Open                  | Terra rossa   | Jéssica Bouzas Maneiro    | Irina-Camelia Begu     | 6–2, 4–6, 6–2    | Angelica Moratelli Camilla Rosatello | Tímea Babos Vera Zvonarëva              | 6–3, 3–6, [15–13]   |
| 25 marzo     | San Luis Potosí     | San Luis Open                          | Terra rossa   | Nadia Podoroska           | Francesca Jones        | 6–1, 6–2         | Anna Bondár Tamara Zidanšek          | Laura Pigossi Katarzyna Piter           | w/o                 |
| 1 aprile     | La Bisbal d'Empordà | Open Internacional Femení Solgironès   | Terra rossa   | María Carlé               | Rebeka Masarova        | 3–6, 6–1, 6–2    | Miriam Kolodziejová Anna Sisková     | Tímea Babos Dalma Gálfi                 | w/o                 |
| 15 aprile    | Oeiras              | Oeiras Open                            | Terra rossa   | Suzan Lamens              | Clara Tauson           | 6–4, 5–7, 6–4    | Francisca Jorge Matilde Jorge        | Harriet Dart Kristina Mladenovic        | 6–0, 6–4            |
| 29 aprile    | Reus                | Catalonia Open WTA 125                 | Terra rossa   | Kateřina Siniaková        | Mayar Sherif           | 6–4, 4–6, 6–3    | Nicole Melichar-Martinez Ellen Perez | Katarzyna Piter Mayar Sherif            | 7–5, 6–2            |
| 29 aprile    | Saint-Malo          | L'Open 35 de Saint-Malo                | Terra rossa   | Loïs Boisson              | Chloé Paquet           | 4–6, 7–6(3), 6–3 | Estelle Cascino Carole Monnet        | Amina Anšba Anastasia Dețiuc            | 7–6(7), 2–6, [10–8] |
| 13 maggio    | Parma               | Parma Ladies Open                      | Terra rossa   | Anna Karolína Schmiedlová | Mayar Sherif           | 7–5, 2–6, 6–4    | Anna Danilina Irina Chromačëva       | Ingrid Gamarra Martins Elixane Lechemia | 6–1, 6–2            |
| 13 maggio    | Parigi              | Trophée Clarins                        | Terra rossa   | Diana Šnaider             | Emma Navarro           | 6–2, 3–6, 6–4    | Asia Muhammad Aldila Sutjiadi        | Monica Niculescu Zhu Lin                | 7–6(3), 4–6, [11–9] |
| 5 giugno     | Bari                | Open delle Puglie                      | Terra rossa   | Anca Todoni               | Panna Udvardy          | 6–4, 6–0         | Anna Danilina Irina Chromačëva       | Angelica Moratelli Renata Zarazúa       | 6–1, 6–3            |
| 5 giugno     | Makarska            | Makarska Open                          | Terra rossa   | Katie Volynets            | Mayar Sherif           | 3–6, 6–2, 6–1    | Sabrina Santamaria Iryna Šymanovič   | N Hibino O Kalašnikova                  | 6–4, 3–6, [10–6]    |
| 10 giugno    | Valencia            | BBVA Open Internacional de Valencia    | Terra rossa   | Ann Li                    | Viktorija Tomova       | 6–3, 6–4         | Katarzyna Piter Fanny Stollár        | Angelica Moratelli Renata Zarazúa       | 6–1, 4–6, [10–8]    |
| 19 giugno    | Gaiba               | Veneto Open promoted by Regione Veneto | Erba          | Alycia Parks              | Bernarda Pera          | 6–3, 6–1         | Hailey Baptiste Alycia Parks         | Miriam Kolodziejová Anna Sisková        | 7–6(4), 6–2         |
| 10 luglio    | Båstad              | Nordea Open                            | Terra rossa   | Martina Trevisan          | Ann Li                 | 6–2, 6–2         | Peangtarn Plipuech Tsao Chia-yi      | María Carlé Julia Riera                 | 7–5, 6–3            |
| 10 luglio    | Contrexéville       | Grand Est Open 88                      | Terra rossa   | Lucia Bronzetti           | Mayar Sherif           | 6–4, 6(4)–7, 7–5 | Oksana Kalašnikova Iryna Šymanovič   | Wu Fang-hsien Zhang Shuai               | 5–7, 6–3, [10–7]    |
| 22 luglio    | Varsavia            | Polish Open Warsaw                     | Cemento       | Alycia Parks              | Maya Joint             | 4–6, 6–3, 6–3    | Weronika Falkowska Martyna Kubka     | Céline Naef Nina Stojanović             | 6–4, 7–6(5)         |
| 5 agosto     | Amburgo             | ECEN Ladies Hamburg Open               | Cemento       | Anna Bondár               | Arantxa Rus            | 6–4, 6–2         | Anna Bondár Kimberley Zimmermann     | Arantxa Rus Nina Stojanović             | 5–7, 6–3, [11–9]    |
| 12 agosto    | Barranquilla        | Barranquilla Open                      | Cemento       | Nadia Podoroska           | Tatjana Maria          | 6–2, 1–6, 6–3    | Jessica Failla Hiroko Kuwata         | Quinn Gleason Ingrid Martins            | 4–6, 7–6(2), [10–7] |
| 2 settembre  | Guadalajara         | Guadalajara 125 Open                   | Cemento       | Kamilla Rachimova         | Tatjana Maria          | 6–3, 6(5)–7, 6–3 | Katarzyna Piter Fanny Stollár        | Angelica Moratelli Sabrina Santamaria   | 6–4, 7–5            |
| 2 settembre  | Montreux            | Montreux Nestle Open                   | Terra rossa   | Irina-Camelia Begu        | Petra Marčinko         | 1–6, 6–3, 6–0    | Quinn Gleason Ingrid Martins         | María Carlé Simona Waltert              | 6–3, 4–6, [10–7]    |
| 9 settembre  | Bucarest            | Țiriac Foundation Trophy               | Terra rossa   | Miriam Bulgaru            | Kathinka von Deichmann | 6–3, 1–6, 6–4    | Carole Monnet Darja Semeņistaja      | Aliona Bolsova Katarzyna Kawa           | 1–6, 6–2, [10–7]    |
| 9 settembre  | Ljubljana           | WTA 2024 Zavarovalnica Sava Ljubljana  | Terra rossa   | Jil Teichmann             | Nuria Párrizas Díaz    | 7–6(8), 6–4      | Nuria Brancaccio Leyre Romero Gormaz | Lina Ǵorčeska Jil Teichmann             | 5–7, 7–5, [10–7]    |
| 30 settembre | Hong Kong           | Hong Kong 125 Open                     | Cemento       | Ajla Tomljanović          | Clara Tauson           | 4–6, 6–4, 6–4    | Monica Niculescu Elena-Gabriela Ruse | Nao Hibino Makoto Ninomiya              | 6–3, 5–7, [10–5]    |
| 21 ottobre   | Tampico             | Abierto Tampico                        | Cemento       | Marina Stakusic           | Anna Blinkova          | 6–4, 2–6, 6–4    | Carmen Corley Rebecca Marino         | Alina Korneeva Polina Kudermetova       | 6–3, 6–3            |
| 28 ottobre   | Santa Cruz          | Bolivia Open                           | Terra rossa   | Anca Todoni               | Emiliana Arango        | 7–6(5), 6–0      | Nuria Brancaccio Leyre Romero Gormaz | Aliona Bolsova Valerija Strachova       | 6–4, 6–4            |
| 4 novembre   | Cali                | Cali Open                              | Terra rossa   | Irina-Camelia Begu        | Veronika Erjavec       | 6–3, 6–3         | Veronika Erjavec Kristina Mladenovic | Tara Würth Katarina Zavac'ka            | 6–2, 7–6(4)         |
| 4 novembre   | Midland             | Dow Tennis Classic                     | Cemento (i)   | Rebecca Marino            | Alycia Parks           | 6–2, 6–1         | Emily Appleton Maia Lumsden          | Ariana Arseneault Mia Kupres            | 6–2, 4–6, [10–5]    |
| 18 novembre  | Charleston          | Fifth Third Charleston 125             | Terra verde   | Renata Zarazúa            | Hanna Chang            | 6–1, 7–6(4)      | Nuria Brancaccio Leyre Romero Gormaz | Kayla Cross Liv Hovde                   | 7–6(6), 6–2         |
| 18 novembre  | Colina              | LP Open by IND                         | Terra rossa   | Nina Stojanović           | María Carlé            | 3–6, 6–4, 6–4    | Mayar Sherif Nina Stojanović         | Léolia Jeanjean Kristina Mladenovic     | w/o                 |
| 25 novembre  | Buenos Aires        | IEB+ Argentina Open                    | Terra rossa   | Mayar Sherif              | Katarzyna Kawa         | 6–3, 4–6, 6–4    | Maja Chwalińska Katarzyna Kawa       | Laura Pigossi Mayar Sherif              | 6–4, 3–6, [10–7]    |
| 2 dicembre   | Angers              | Open In Arte Angers Loire              | Cemento (i)   | Alycia Parks              | Belinda Bencic         | 7–6(4), 3–6, 6–0 | Monica Niculescu Elena-Gabriela Ruse | Belinda Bencic Céline Naef              | 6–3, 6–4            |
| 2 dicembre   | Florianópolis       | MundoTenis Open                        | Terra rossa   | Maja Chwalińska           | Ylena In-Albon         | 6–1, 6–2         | Maja Chwalińska Laura Pigossi        | Nicole Fossa Huergo Valerija Strachova  | 7–6(3), 6–3         |
| 9 dicembre   | Limoges             | Open BLS de Limoges                    | Cemento (i)   | Viktorija Golubic         | Céline Naef            | 7–5, 6–4         | Elsa Jacquemot Margaux Rouvroy       | Ėrika Andreeva Séléna Janicijevic       | 6–4, 6–3            |